# Shogo: Mobile Armor Division
 (juin 2016).
Si vous disposez d'ouvrages ou d'articles de référence ou si vous connaissez des sites web de qualité traitant du thème abordé ici, merci de compléter l'article en donnant les références utiles à sa vérifiabilité et en les liant à la section « Notes et références ».
Ne doit pas être confondu avec Shogo.
Shogo: Mobile Armor Division est un jeu vidéo de tir à la première personne sorti en 1998 sur PC. Il a été développé par Monolith Productions et a été porté sur AmigaOS, Linux et Mac OS par Hyperion Entertainment en 2001.

## Trame

### Contexte
L'univers de Shogo est très futuriste (vaisseaux spatiaux, robots, armes...). Vous incarnez Sanjuro Makabe, un soldat du United Corporate Authority (UCA). L'aventure commence après une brève introduction sur la mort de sa petite amie, de son frère et de son meilleur ami dans une guerre. Tout le jeu se déroule sur Cronos, une planète hostile fraichement colonisée. En proie de l'organisation terroriste Fallen, le protagoniste est envoyé sur la colonie pour éliminer le leader. L'action qui s'ensuivra fera connaître au joueur diverses informations cruciales et il sera confronté à divers choix qui affecteront ou non l'histoire, en l'occurrence la fin.

### Personnages
- Sanjuro Makabe: Le personnage que le joueur contrôle. Soldat appartenant à l'UCA avec un total mépris des ordres, c'est un homme qui a perdu beaucoup et a soif de vengeance. Il sort avec la sœur de son ex-compagne.
- Kathryn Akkaraju: La sœur de Kura, elle sort avec notre héros et l'assiste dans ses briefings et en mission.
- Amiral Akkaraju: Il est le père de Kura et de Kathryn. Il hait les fallen pour la mort de sa fille kura, mais cette attitude est en contradiction avec le fait qu'il sait que sa fille est vivante.
- Hank Johnson: Amis de Kura, il assiste notre héros en mauvaise posture. Citoyen de Cronos, il se fait tuer devant Sanjuro par Ryo.
- Toshiro Makabe: Il est le frère cadet de Sanjuro après sa disparition, il est pris en charge par le Cothineal une forme de vie extraterrestre pour pouvoir interagir à sa place et prend la tête des fallen.
- Baku Ogata: Amis d'enfance de notre héros et bras droit de Toshiro, il est devenu fou et exerce une rage infinie contre Sanjuro.
- Ryo Ishikawa: Il est le président de Shogo inc. Il veut détruire l'organisation terroriste pour pouvoir continuer l’exploitation du kato.
- Samantha Sternberg: Une jeune femme soldat qui se retrouve prise à partie par la cause terroriste.

## Système de jeu
Shogo dispose d'un mélange des deux modes de jeux : jeu de tir à la première personne d'abord (à pied) et combat à bord d'un haut robot bipède. Contrairement aux simulateurs de mechas comme ceux de la série MechWarrior, les robots de Shogo sont contrôlés d'une manière similaire aux déplacements à pied.

## Développement
En 2011, la société DotEmu sous accord de licence remet à jour le code pour que le jeu tourne sur Windows XP/Vista/7.

## Accueil
- Jeuxvideo.com : 18/20[1]